# Skelnasjön
Skelnasjön är en sjö i Nyköpings kommun i Södermanland och ingår i Kilaån-Motala ströms kustområde. Sjön har en area på 0,0429 kvadratkilometer och ligger 87 meter över havet.

## Delavrinningsområde
Skelnasjön ingår i det delavrinningsområde (650599-153288) som SMHI kallar för Mynnar i havet. Medelhöjden är 76 meter över havet och ytan är 23,78 kvadratkilometer. Det finns ett avrinningsområde uppströms, och räknas det in blir den ackumulerade arean 32,04 kvadratkilometer. Avrinningsområdets utflöde Svintunaån mynnar i havet. Avrinningsområdet består mestadels av skog (64 procent) och jordbruk (13 procent). Avrinningsområdet har 0,6 kvadratkilometer vattenytor vilket ger det en sjöprocent på 2,5 procent. Bebyggelsen i området täcker en yta av 3,05 kvadratkilometer eller 13 procent av avrinningsområdet.